# كارين بلامر
كارين بلامر (14 سبتمبر 1951 بأوكلاند في نيوزيلندا - ) (بالإنجليزية: Karen Plummer)‏ هي لاعبة كريكت نيوزلندية. شاركت مع منتخب نيوزيلندا الوطني للكريكت.

## وصلات خارجية
- كارين بلامر على موقع إي آس بي آن كريك إنفو (الإنجليزية)